# Anthostomella phoenicis
Anthostomella phoenicis är en svampart som först beskrevs av Dhaware, och fick sitt nu gällande namn av K.D. Hyde, J. Fröhl. & Joanne E. Taylor 1998. Anthostomella phoenicis ingår i släktet Anthostomella och familjen kolkärnsvampar.   Inga underarter finns listade i Catalogue of Life.